# Trimetilaminuria
La trimetilaminuria (TMAU), también conocida como  síndrome de olor a pescado o síndrome del mal olor, es un raro desorden metabólico con un patrón de herencia autosómico recesivo que causa un defecto en la normal producción de la enzima flavinmonooxigenasa 3 (FMO3), cuando la FMO3 no funciona de manera correcta, o simplemente debido a que la enzima no se produce, el organismo pierde la capacidad de degradar la trimetilamina (TMA) producida por precursores presentes en la dieta hacia el compuesto inactivo óxido de trimetilamina (OTMA) por medio de un proceso conocido como N-oxigenación. La trimetilamina así producida se acumula en el organismo y es liberada a través de la transpiración, orina y aliento otorgándoles un fuerte olor a pescado.

## Historia
El primer caso clínico de TMAU fue descrito en 1970 en la revista médica The Lancet, pero las referencias literarias se remontan a varios cientos de años. La obra La tempestad, del autor inglés William Shakespeare, describe al descastado Calibán de la siguiente manera: "Él huele como a pescado; un tremendamente antiguo y oloroso pescado...". El folclor hinduista, contenido en la historia épica Majabhárata (compuesta alrededor del siglo III a. C.), describe a una doncella pescadora, la madre de Viasa, que "creció para convertirse en una muchacha bella y justa, pero un olor a pescado siempre la envolvía". También existe un relato del psiquiatra Sigmund Freud llamado "El sueño de Irma" en su obra La interpretación de los sueños en donde Freud tiene un sueño con trimetilamina.

## Síntomas
En los pacientes con trimetilaminuria la trimetilamina, que es un producto de la degradación bacteriana de algunos aminoácidos tales como la colina, se acumula en sus organismos ya que no cuentan con el mecanismo enzimático que a las personas sanas les permite deshacerse de ella. Esta trimetilamina termina siendo liberada en el sudor, orina, fluidos reproductivos y aliento de la persona, otorgándole un desagradable olor corporal similar al del pescado. Algunas personas con trimetilaminuria padecen un fuerte olor todo el tiempo, pero la mayoría posee un olor moderado que varía en intensidad a lo largo del tiempo. Los individuos con esta afección no padecen ningún síntoma físico, y aparecen por lo común como personas saludables.
El síndrome parece ser más común entre las mujeres que entre los hombres, aunque los motivos de esto son desconocidos. Los científicos sospechan que las hormonas femeninas, tales como la progesterona y los estrógenos, agravan los síntomas. Existen varios informes de que este síndrome empeora cerca de la pubertad. Entre las  mujeres, los síntomas pueden agravarse un par de días antes y durante el período menstrual, después de la toma de anticonceptivos, y cerca de la menopausia.
La percepción de este olor varía dependiendo de numerosos factores bien conocidos, que incluyen la dieta, cambios hormonales, otros olores en el ambiente y el sentido individual del olfato de cada persona.
La TMAU es una enfermedad que atenta contra la calidad de vida y es causada por factores genéticos y ambientales. Puede afectar de manera muy adversa la calidad de vida de los adultos que la padecen y de sus familias. Los niños con esta condición deben enfrentar el rechazo y la falta de comprensión de sus pares durante los años escolares y en sus juegos e incluso con casos de suicidio. La TMAU es más que una enfermedad metabólica, una enfermedad social

## Incidencia
La TMAU es un síndrome muy raro. Se estima en 1:40 000.

## Diagnóstico
El examen estándar de búsqueda para la TMAU es el que mide la relación entre trimetilamina y óxido de trimetilamina en orina. Existe a disposición un examen que permite hacer un análisis genético. La principal enzima responsable de la N -oxigenación de la trimetilamina se encuentra codificada por el gen FMO3.
Se puede utilizar un examen similar para identificar a los portadores sanos de esta condición (es decir aquellos individuos que poseen una copia del gen mutado, pero que no muestran síntomas ya que con la copia restante en condiciones normales les alcanza para manejar los niveles de TMA incorporados con la dieta). En estos individuos portadores se puede medir los niveles de trimetilamina en orina después de administrarles una alta dosis de colina (uno de los precursores de la trimetilamina). Un nivel elevado de TMA es indicativo de la presencia del gen mutado.

## Tratamiento
Actualmente no existe una cura definitiva y las opciones de tratamiento son bastante limitadas. De cualquier manera, es posible para un cierto número de personas con esta condición llevar unas vidas relativamente normales y vidas saludables sin el miedo de ser excluidos por su desagradable olor. Conseguir que se lo diagnostique es un importante primer paso.
Algunas estrategias para reducir el mal olor son:
- Evitar algunos alimentos tales como huevos, legumbres, ciertos tipos de carnes, pescados, y alimentos que contienen colina, carnitina, o altas proporciones de nitrógeno y azufre.
- Tomar pequeñas dosis de algunos antibióticos (tales como neomicina y/o metronidazol[7]) para reducir la cantidad de flora bacteriana intestinal.
- Utilizar para la higiene personal detergentes con Ph ligeramente ácido de entre 5,5 y 6,5
- Al menos un estudio[8] sugiere que la ingesta diaria de carbón activado y/o clorofilina de cobre pueden causar una mejora significativa en la calidad de vida de individuos que sufren formas de mediana gravedad de TMAU. Las tasas de éxito varían:

- - 5% de los pacientes examinados perdió totalmente su olor a pescado.
  - 1% perdió parcialmente su aroma.
  - 95% mantuvo los síntomas.

Mientras que este tratamiento pareció ser beneficioso en algunos casos, mucha gente en grupos de apoyo para pacientes con TMAU quienes trataron con carbón activado y clorofilina de cobre han reportado resultados desalentadores. El estudio arriba citado no ha sido repetido, de modo que los resultados no pueden ser verificados.
Otras posibles fuentes de ayuda son:
- Consejería psicológica para ayudar con las depresiones y otros síntomas psicológicos como evitar suicidios .
- Consejería genética para entender mejor sus condiciones.

## Genética

La trimetilaminuria posee un patrón de herencia autosómico recesivo.

La mayor parte de los casos de trimetilaminuria aparentemente se heredan con un patrón autosómico recesivo, lo cual significa que dentro de cada célula del paciente debe haber dos copias del gen mutado. Los padres de un individuo con un desorden autosómico recesivo son portadores cada uno de una copia del gen alterado. Los portadores pueden mostrar síntomas leves de trimetilaminuria o experimentar episodios temporales de olor corporal a pescado.
La trimetilaminuria es causada por mutaciones en el gen FMO3 que se encuentra en el brazo largo del cromosoma 1. El gen FMO3 codifica para una enzima que degrada los compuestos que contienen nitrógeno provenientes de la dieta, incluyendo a la trimetilamina. Estos compuestos son producidos por bacterias en el intestino al degradar proteínas provenientes de huevos, carne, soja y otros alimentos. Normalmente la enzima FMO3 convierte la trimetilamina (responsable del olor a pescado) en N-óxido de trimetilamina que no tiene olor. Si una mutación en el gen FMO3 provoca que la enzima no se produzca o reduce su actividad, la trimetilamina no es correctamente degradada y se acumula en el organismo. A medida que este compuesto es excretado por sudor, orina o se libera en el aliento, causa el fuerte olor a pescado que caracteriza a la trimetilaminuria. Los investigadores creen que el estrés y la dieta juegan un rol en el desencadenamiento de los síntomas.
Existen más de 40 mutaciones conocidas asociadas con TMAU. Las mutaciones que causan pérdida de función, las mutaciones sinsentido (nonsense), y las mutaciones con cambio de sentido (missense) son tres de las más comunes. Las mutaciones con pérdida de función y las mutaciones con pérdida de sentido causan los fenotipos más severos.
A pesar de que las mutaciones en el gen FMO3 causan la mayor parte de los casos conocidos de trimetilaminuria, algunos casos son causados por otros factores. Un olor corporal similar al del pescado puede ser causado por la ingesta de una cantidad excesiva de ciertas proteínas, o por un incremento en la flora bacteriana intestinal.
Se ha estudiado recientemente el patrón evolutivo del gen FMO3, incluyendo la evolución de algunas mutaciones asociadas con TMAU.

## Fundaciones de ayuda

### Asociación Española de enfermos de Trimetilaminuria (AEETMAU)
Fundación sin ánimo de lucro, para ayudar a orientar, diagnosticar, apoyar y visibilizar la enfermedad, denunciar el acoso, laboral, social etc hacia los enfermos, entre otras actividades como grupos de apoyo en redes y en reuniones así como buscar tratamientos y mejorar los protocolos médicos. Vigilancia de la calidad de vida y evitar suicidios.
Instagram : https://www.instagram.com/somostmau/
Contacto: 640 682 794

### Australian Trimethylaminuria Foundation
ABN: 36 134 903 807
Se trata de una fundación sin fines de lucro, con un objetivo caritativo; libre de impuestos y con estatus de permitir la deducción de impuestos para aquellos contribuyentes que hagan donaciones. Ayuda a conseguir recursos destinados a la investigación científica con fines de encontrar mejores tratamientos y una posible cura.
Número 8 de Ingram Street, Kensington, NSW 2033, AUSTRALIA
Teléfono: 61 2 9663 0431

### Trimethylaminuria Foundation
La Fundación de la Trimetilaminuria (Trimethylaminuria Foundation) es una corporación sin fines de lucro (501 3 (C) non-profit corporation). 
La dirección es:
Apartado postal (P.O.) BOX 3361, Grand Central Station, New York, NY, 10163.
Teléfono: 212-300-4168.
---